# Thomas Delaney
Thomas Joseph Delaney (* 3. září 1991 Frederiksberg) je dánský profesionální fotbalista, který hraje na pozici defenzivního záložníka za klub København, kde je na hostování ze Sevilly, a za dánský národní tým.

## Reprezentační kariéra
Delaney debutoval v dánské reprezentaci dne 15. října 2013 v kvalifikačním zápase na Mistrovství světa 2014 proti Maltě.
V červnu 2018 byl nominován do dánského kádru na závěrečný turnaj Mistrovství světa ve fotbale 2018 v Rusku.
Dne 25. května 2021 byl nominován trenérem Kasperem Hjulmandem na závěrečný turnaj Euro 2020.

## Osobní život
Delaney trpí deuteranopií, což je typ barvosleposti. Konkrétněji nevnímá zelenou barvu.

## Statistiky

### Klubové
K 22. květnu 2021
| Klub              | Sezóna  | Liga        | Liga   | Liga | Pohár  | Pohár | Evropské poháry | Evropské poháry | Ostatní | Ostatní | Celkem | Celkem |
| Klub              | Sezóna  | Liga        | Zápasy | Góly | Zápasy | Góly  | Zápasy          | Góly            | Zápasy  | Góly    | Zápasy | Góly   |
| ----------------- | ------- | ----------- | ------ | ---- | ------ | ----- | --------------- | --------------- | ------- | ------- | ------ | ------ |
| FC Kodaň          | 2008/09 | Superligaen | —      | —    | 2      | 0     | —               | —               | —       | —       | 2      | 0      |
| FC Kodaň          | 2009/10 | Superligaen | 9      | 0    | 3      | 0     | 3               | 1               | —       | —       | 12     | 1      |
| FC Kodaň          | 2010/11 | Superligaen | 16     | 1    | 2      | 0     | 2               | 0               | —       | —       | 20     | 1      |
| FC Kodaň          | 2011/12 | Superligaen | 19     | 1    | 1      | 0     | 7               | 0               | —       | —       | 27     | 1      |
| FC Kodaň          | 2012/13 | Superligaen | 21     | 1    | 3      | 0     | 8               | 0               | —       | —       | 32     | 1      |
| FC Kodaň          | 2013/14 | Superligaen | 32     | 3    | 5      | 0     | 6               | 0               | —       | —       | 43     | 3      |
| FC Kodaň          | 2014/15 | Superligaen | 27     | 2    | 5      | 1     | 10              | 0               | —       | —       | 42     | 3      |
| FC Kodaň          | 2015/16 | Superligaen | 29     | 5    | 5      | 1     | 4               | 0               | —       | —       | 38     | 6      |
| FC Kodaň          | 2016/17 | Superligaen | 19     | 6    | 0      | 0     | 11              | 2               | —       | —       | 30     | 8      |
| FC Kodaň          | Celkem  | Celkem      | 172    | 19   | 26     | 2     | 51              | 3               | —       | —       | 249    | 24     |
| Werder Brémy      | 2016/17 | Bundesliga  | 13     | 4    | —      | —     | —               | —               | —       | —       | 13     | 4      |
| Werder Brémy      | 2017/18 | Bundesliga  | 32     | 3    | 4      | 0     | —               | —               | —       | —       | 36     | 3      |
| Werder Brémy      | Celkem  | Celkem      | 45     | 7    | 4      | 0     | —               | —               | —       | —       | 49     | 7      |
| Borussia Dortmund | 2018/19 | Bundesliga  | 30     | 3    | 2      | 0     | 6               | 0               | —       | —       | 38     | 3      |
| Borussia Dortmund | 2019/20 | Bundesliga  | 11     | 0    | 0      | 0     | 3               | 0               | 0       | 0       | 14     | 0      |
| Borussia Dortmund | 2020/21 | Bundesliga  | 20     | 1    | 6      | 0     | 7               | 0               | 1       | 0       | 34     | 1      |
| Borussia Dortmund | Celkem  | Celkem      | 61     | 4    | 8      | 0     | 16              | 0               | 1       | 0       | 86     | 4      |
| Celkem            | Celkem  | Celkem      | 278    | 30   | 38     | 2     | 67              | 3               | 1       | 0       | 384    | 35     |

### Reprezentační
K 2. červnu 2021
| Dánsko | Dánsko | Dánsko |
| Rok    | Apps   | Goals  |
| ------ | ------ | ------ |
| 2013   | 1      | 0      |
| 2014   | 0      | 0      |
| 2015   | 4      | 0      |
| 2016   | 9      | 0      |
| 2017   | 9      | 4      |
| 2018   | 11     | 0      |
| 2019   | 9      | 1      |
| 2020   | 7      | 0      |
| 2021   | 3      | 0      |
| Celkem | 53     | 5      |

#### Reprezentační góly
K zápasu odehranému 1. června 2021. Skóre a výsledky Dánska jsou vždy zapisovány jako první
| Gól | Datum        | Místo                                                 | Soupeř    | Skóre | Výsledek | Soutěž                                |
| --- | ------------ | ----------------------------------------------------- | --------- | ----- | -------- | ------------------------------------- |
| 1.  | 1. září 2017 | Parken, Kodaň, Dánsko                                 | Polsko    | 1:0   | 4:0      | Kvalifikace na Mistrovství světa 2018 |
| 2.  | 4. září 2017 | Stadion republiky Vazgena Sargsjana, Jerevan, Arménie | Arménie   | 1:1   | 4:1      | Kvalifikace na Mistrovství světa 2018 |
| 3.  | 4. září 2017 | Stadion republiky Vazgena Sargsjana, Jerevan, Arménie | Arménie   | 3:1   | 4:1      | Kvalifikace na Mistrovství světa 2018 |
| 4.  | 4. září 2017 | Stadion republiky Vazgena Sargsjana, Jerevan, Arménie | Arménie   | 4:1   | 4:1      | Kvalifikace na Mistrovství světa 2018 |
| 5.  | 5. září 2019 | Victoria Stadium, Gibraltar                           | Gibraltar | 4:0   | 6:0      | Kvalifikace na Euro 2020              |

## Ocenění

### Klubové

#### FC Kodaň
- Superligaen: 2009/10, 2010/11, 2012/13, 2015/16, 2016/17
- Dánský fotbalový pohár: 2011/12, 2014/15, 2015/16, 2016/17

#### Borussia Dortmund
- DFB-Pokal: 2020/21
- DFL-Supercup: 2019

### Individuální
- Dánský mladý fotbalista roku: 2009[7]
- Hráč roku FC Kodaň: 2015, 2016[8]